# Ballinamuck
Ballinamuck (en gaèlic irlandès Béal Átha na Muc que vol dir "desembocadura del gual del porc") és una vila d'Irlanda, al comtat de Longford, a la província de Leinster. El seu lema és Is glas iad na cnoic i bhfad uainn (Els turons llunyans són verds).

## Història
Va ser l'escenari de la batalla de Ballinamuck, on va ser derrotat l'exèrcit francès ajudar la rebel·lió irlandesa de 1798. Els presoners van ser portats a St Johnstown, avui Ballinalee, on van ser executats i enterrats al lloc que es coneix localment com Bullys Acre.

## Agermanaments
- Essert